# Santuário de Atsuta
O Santuário de Atsuta (熱田神宮, Atsuta-jingū) é um templo xintoísta tradicional que crê-se ter sido estabelecido durante o reinado do Imperador Keikō (71-130), localizado em Atsuta-ku, Nagoia, província de Aichi, no Japão. O templo é familiarmente conhecido como Atsuta-Sama (Venerável Atsuta) ou simplesmente como Miya (o Templo). Desde tempos antigos, ele foi especialmente reverenciado, ficando lado a lado com o Grande Santuário de Ise.
O complexo de 200 000 m² atrai mais de 9 milhões de visitantes anualmente.

## História
O Kojiki explica que o Santuário de Atsuta foi originalmente fundado para abrigar o Kusanagi no Tsurugi.
De acordo com fontes tradicionais, Yamato Takeru morreu no 43º ano do reinado do Imperador Keiko (景行天皇43年). As posses do príncipe morto foram reunidos juntamente com a espada Kusanagi; e sua viúva venerava em sua memória em um templo em sua casa. Algum tempo depois, essas relíquias e a espada sagrada foram transferidas para o local atual do Santuário de Atsuta. O Nihonshoki explica que esta transferência ocorreu no 51º ano do reinado de Keiko, mas a tradição do templo também data este evento no 1º ano do reinado do Imperador Chūai.
De 1872 a 1946, o Santuário de Kasuga foi oficialmente nomeado como o Kanpei-taisha (官幣大社), o que significa que ele permaneceu como o primeiro entre os templos xintoístas apoiados pelo governo.

### Arquitetura
As construções do templo foram mantidas por doações de um grande número de benfeitores, incluindo figuras bem conhecidas do período Sengoku como Oda Nobunaga, Toyotomi Hideyoshi e os Tokugawas. Por exemplo, o Nobunaga-Bei, um muro de barro alto e com teto, de 7,4 m, foi doado ao templo em 1560 por Nobunaga como um sinal de gratidão por sua vitória na Batalha de Okehazama.
Em 1893, ele foi remodelado usando o estilo arquitetônico Shinmeizukuri, o mesmo estilo usado na construção do Santuário de Ise. Antes de uma celebração em 1935, as construções do templo bem como outras instalações foram completamente rearranjadas e melhoras a fim de melhor refletir a história e a importância cultural do templo.
Durante os bombardeios da Segunda Guerra Mundial, no entanto, muitas construções do Santuário de Atsuta foram destruídas por incêndios. As construções principais do templo, como o honden, foram reconstruídas e completadas em 1955. Após a conclusão dessas construções, a construção de outras instalações continuou no terreno do templo. Em 1966, o Salão do Tesouro foi completado a fim de abrigar a coleção de objetos, manuscritos e documentos do templo.

## Crença xintoísta

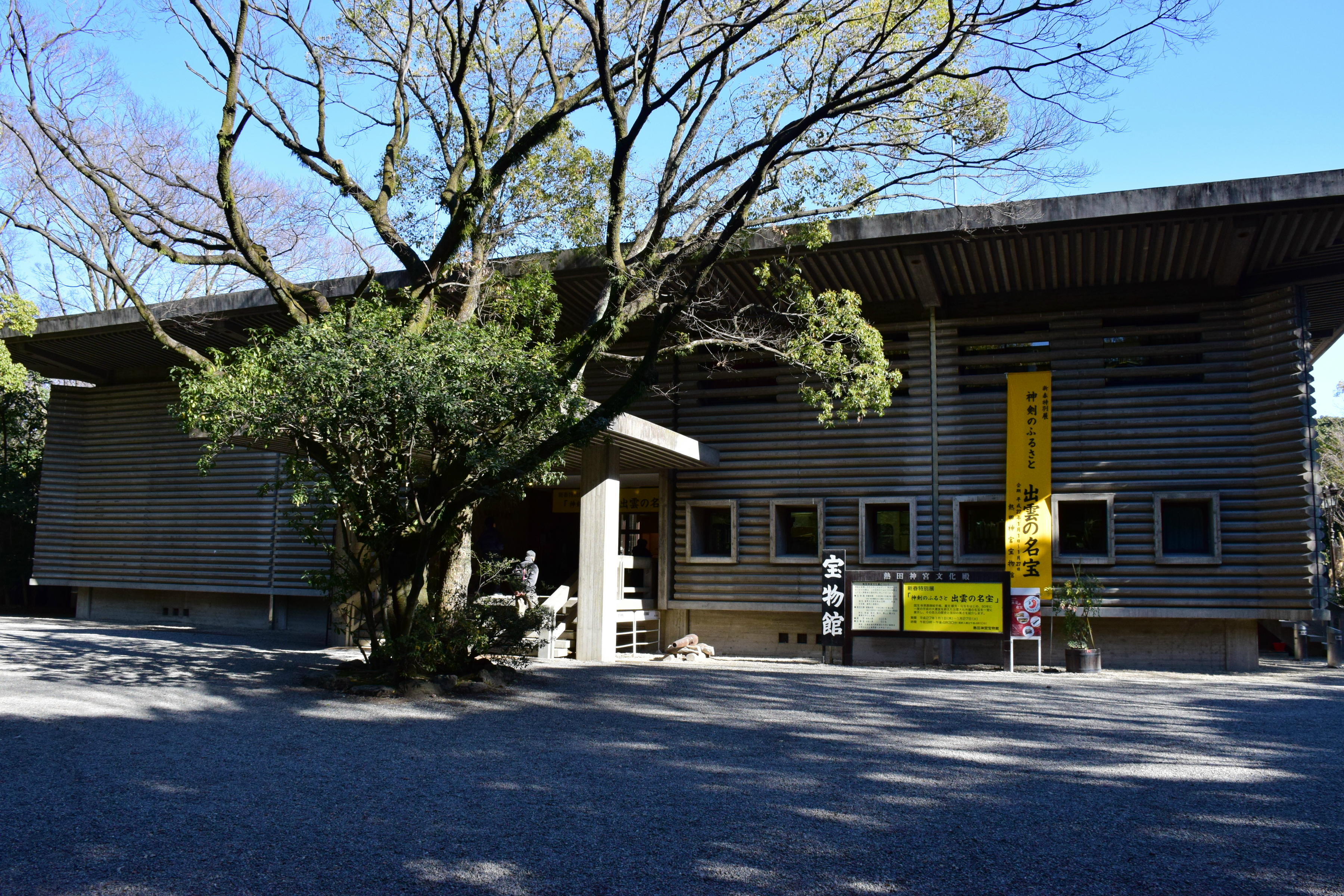
O salão dos tesouros do templo, o Bunkaden

Este templo xintoísta é dedicado à veneração a Atsuta-no-Ōkami. Estão também consagrados os "Cinco Grandes Deuses de Atsuta", todos eles conectados com as narrativas lendárias da espada sagrada  - Amaterasu-Ōmikami, Takehaya Susanoō-no-mikoto, Yamato Takeru-no-mikoto, Miyasu-hime no-mikoto, e Take Inadane-no-mikoto.
Atsuta é um repositório tradicional da Kusanagi no Tsurugi, a antiga espada que é considerada um dos Três Tesouros Sagrados do Japão. A espada sagrada é central para a importância xintoísta do Santuário de Atsuta; a espada é entendida como uma lembrança de Amaterasu Ōmikami. Este objeto único representava a autoridade e o porte dos imperadores do Japão desde tempos remotos. A Kusanagi é imbuída do espírito de Amaterasu.
Durante o reinado do Imperador Sujin, cópias da insígnia imperial foram feitas a fim de proteger as originais de roubo. Este medo de roubo provou-se justificado durante o reinado do Imperador Tenji, quando a espada sagrada foi roubada de Atsuta, não sendo retornada até o reinado do Imperador Temmu. Embora não tenha sido visto pelo público em geral desde essa época, acredita-se que ela permaneceu protegida dentro do templo até os dias atuais.

## Tesouros
O Bunkaden do templo, ou a sala do tesouro, abriga mais de 4 mil relíquias, que incluem 174 Propriedades Culturais e a espada santa Kusanagi (草薙剣) que foi nomeada um Tesouro Nacional do Japão. O Museu Atsuta Jingu preserva e exibe uma variedade de material histórico, incluindo o koshinpō (ornamentos, mobília e utensílios sagrados para o uso de divindades consagradas). Um grande número de espada, espelhos e outros objetos doados estão no templo, incluindo máscaras de Bugaku e outros materiais referentes a danças antigas da corte. A coleção Bunkaden vai de documentos antigos a artigos de casa. A província indicou 174 itens como ativos culturais importantes.

## Festivais

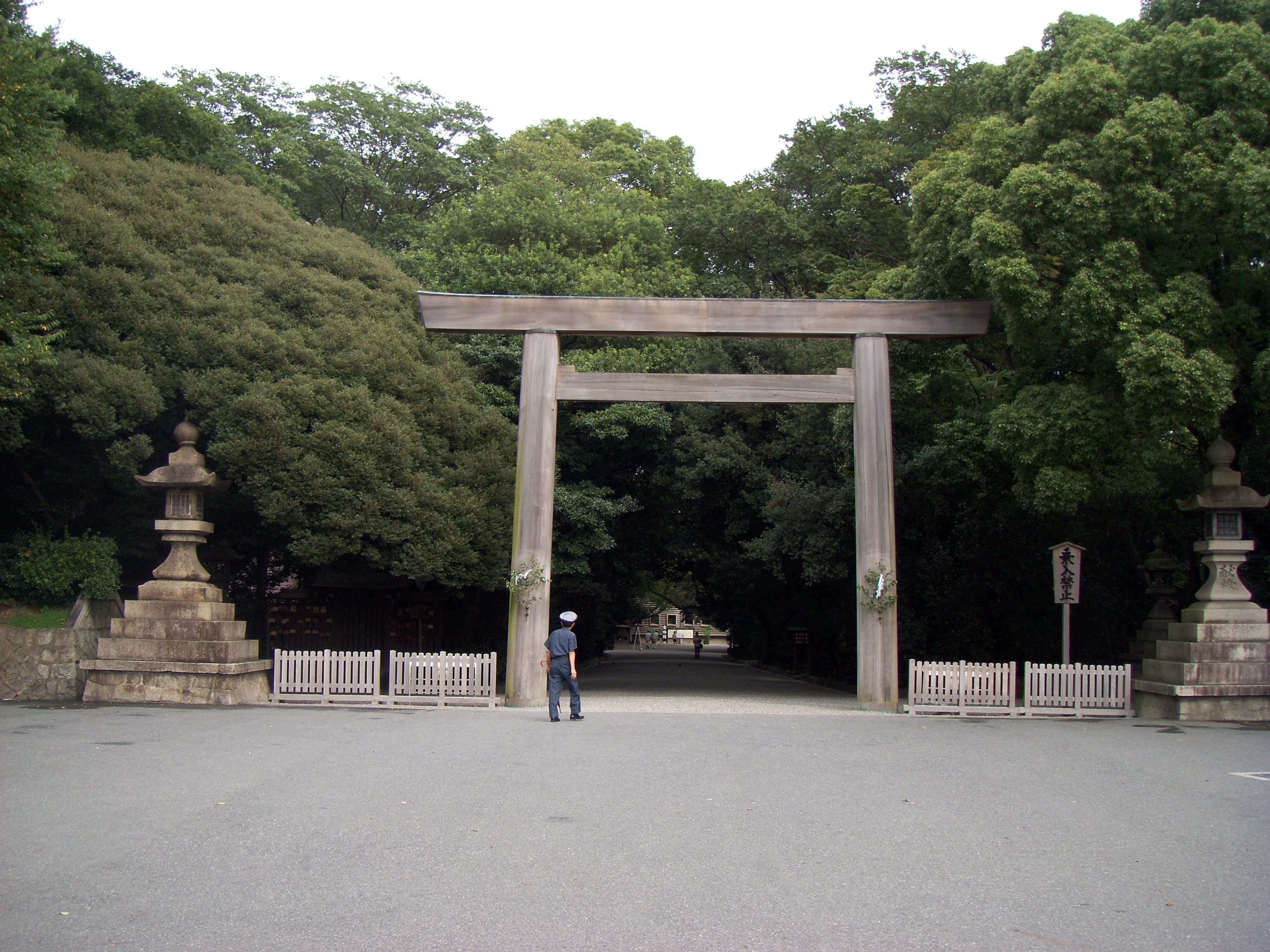
O torii do templo

Mais de 70 cerimônias e festivais acontecem anualmente no templo.
- Hatsu-Ebisu (5 de janeiro): Busca a boa sorte no novo ano de Ebisu, o kami da Sorte.[14]
- Yodameshi Shinji (7 de janeiro): As chuvas projetadas para o ano vindouro são profetizadas ao medir o volume de água em um pote mantido abaixo do piso da Casa Ocidental do Tesouro.[14]
- Touka Shinji (11 de janeiro): Uma variação da cerimônia anual (Touka-no-sechie) da Corte Imperial no período Heian (século X-XII, a dança do templo torna-se uma oração em movimento na esperança de boas colheitas no ano.[14]
- Hosha Shinji (15 de janeiro): Cerimônia que envolve atirar uma flecha em um pedaço de madeira chamado de chigi fixado no centro de uma máscara gigante.[14]

- Bugaku Shinji (1º de maio): Uma dança cerimonial da era Heian é apresentada ao ar livre em um palco pintado de vermelho.[14]
- Eyoudo Shinji (4 de maio): Um festival para comemorar o retorno da espada sagrada no reinado do Imperador Tenji.[14]
- Shinyo-Togyo Shinji (5 de maio): Um festival no qual um santuário portátil (mikoshi) é carregado em uma procissão formal ao portão oriental, onde cerimônias e orações para a segurança do Palácio Imperial são apresentadas ao ao livre.[14] Nos períodos Meiji e Taisho, esta procissão andava em um silêncio sóbrio e solene. A cerimônia no portão era breve, durando apenas 20 minutos, e então o mikoshi e seus assistentes retornavam ao recinto do templo. O xogum Ashikaga Yoshimasa forneceu um novo mikoshi e um conjunto completo de vestes e outros apetrechos para este ritual no momento em que foram feitos reparos no templo em 1457-1459 (Chōroku 1-3).[15]

- Rei Sai (5 de junho): Tendas portáteis (mikoshi) de vários estilos são carregadas ao longo dos caminhos para o templo, sendo que à noite, grupos de 365 lanternas (makiwara) aparecem nos portões.[14] Este festival comemora uma proclamação imperial (semmyō) emitida em 1872 (Meiji 5). Após 1906 (Meiji 39), exibições de judô, esgrima (gekken), e tiro com arco (kyūdō) são apresentados em gratidão ao kami.[15]